# Amfitheater van Caerleon

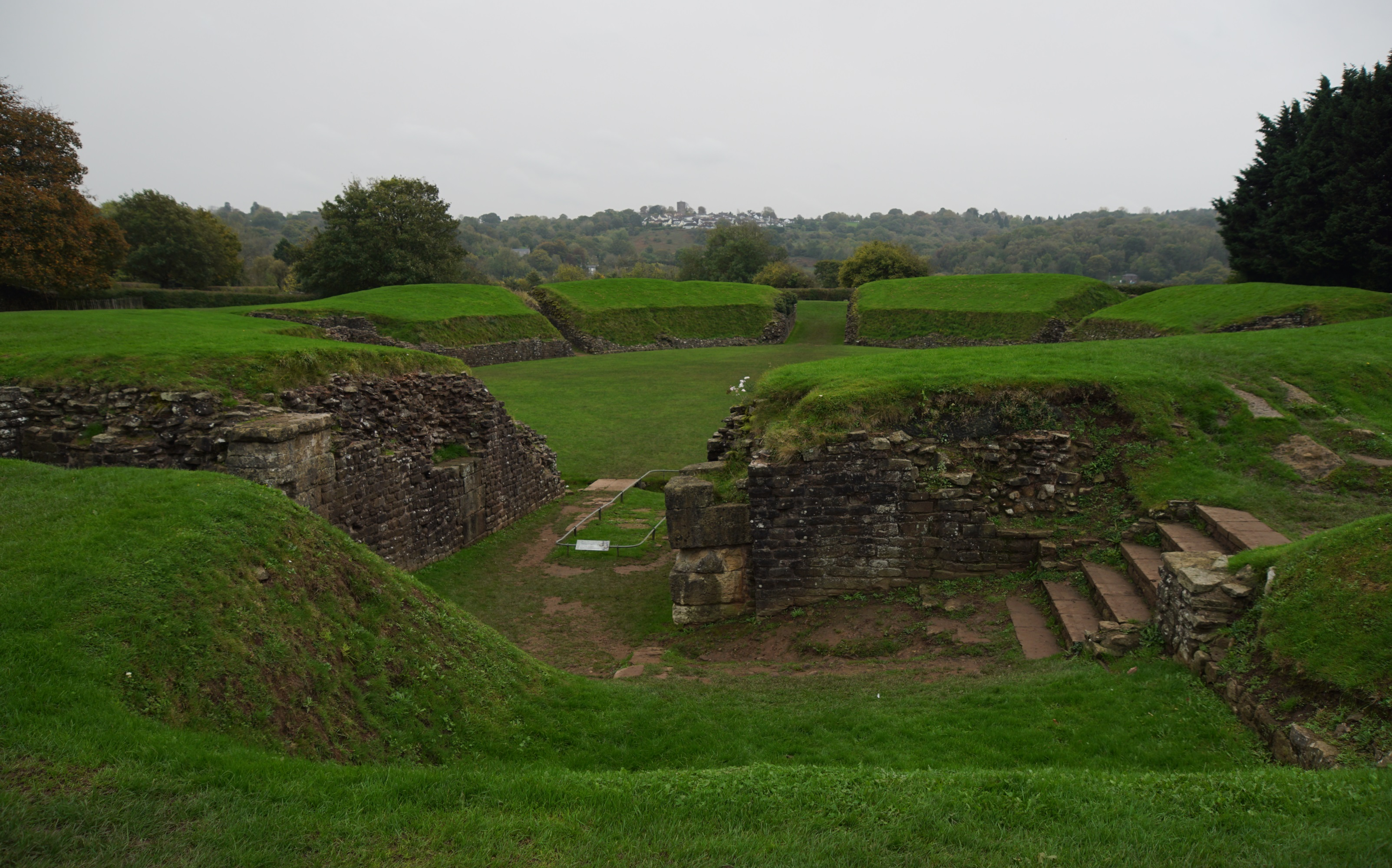
De noordelijke toegang tot het amfitheater.

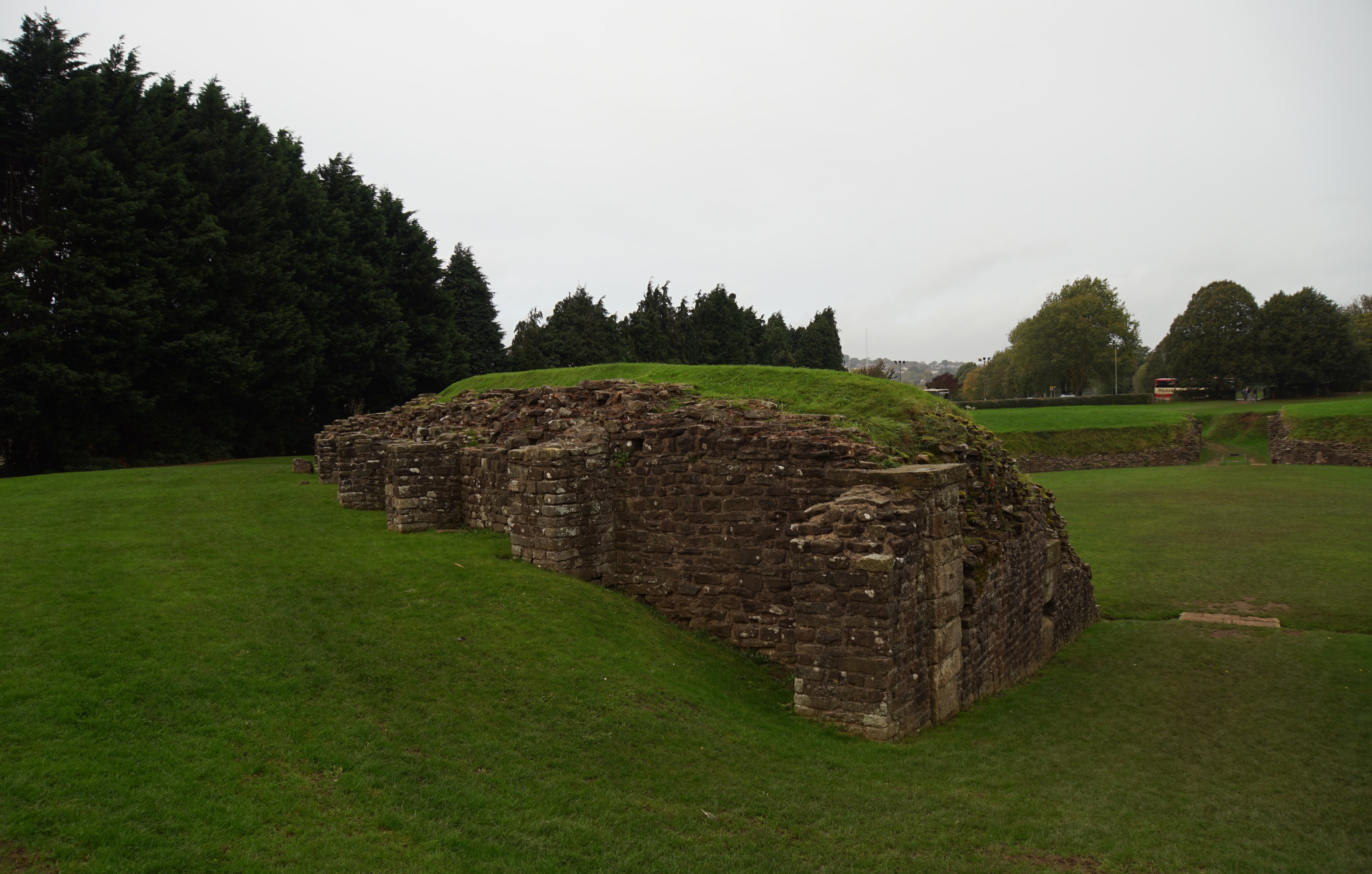
Westzijde van de zuidelijke toegang met de steunberen duidelijk zichtbaar.

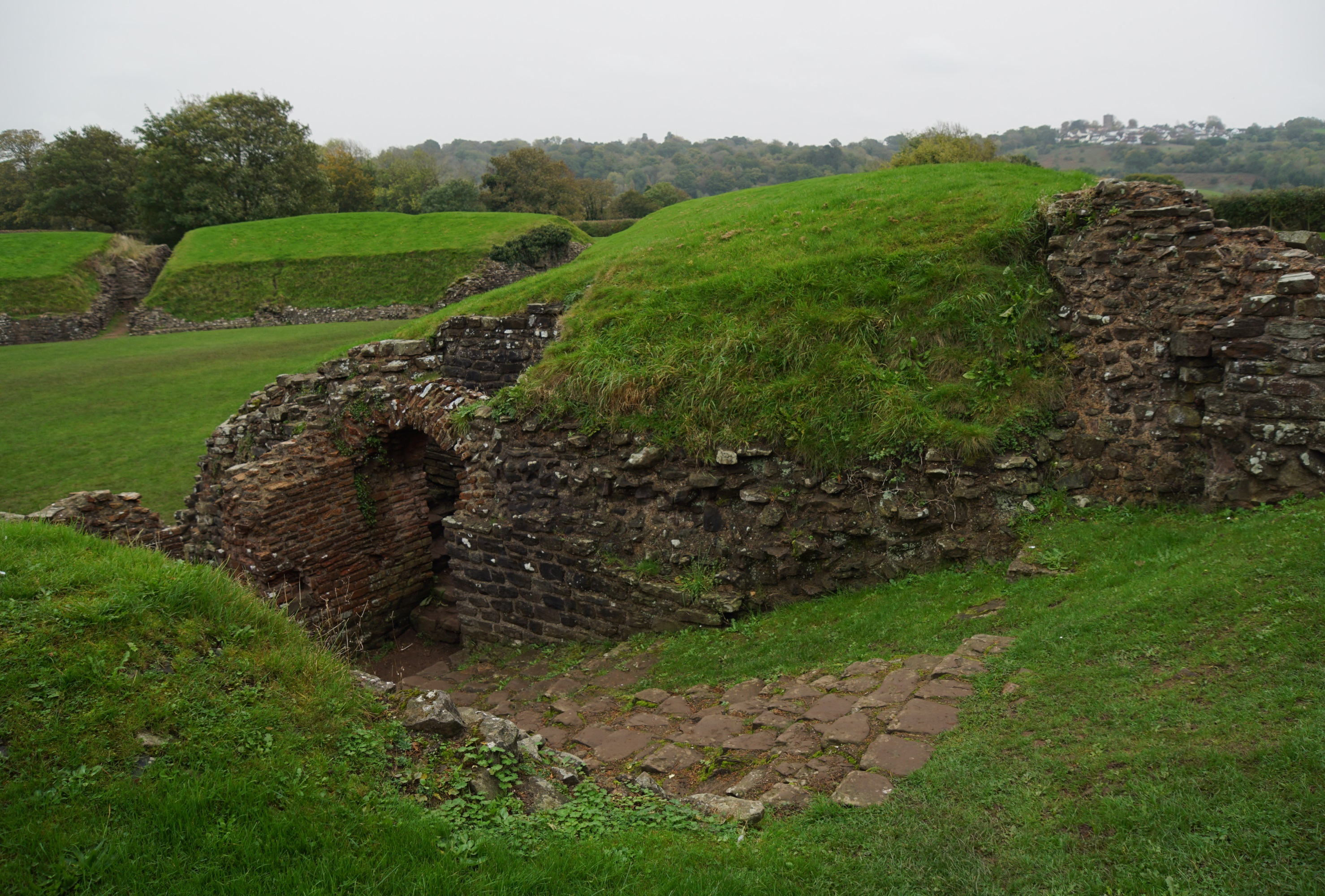
Westelijke toegang tot het amfitheater met links onder de boog de trappen naar de zitplaatsen.

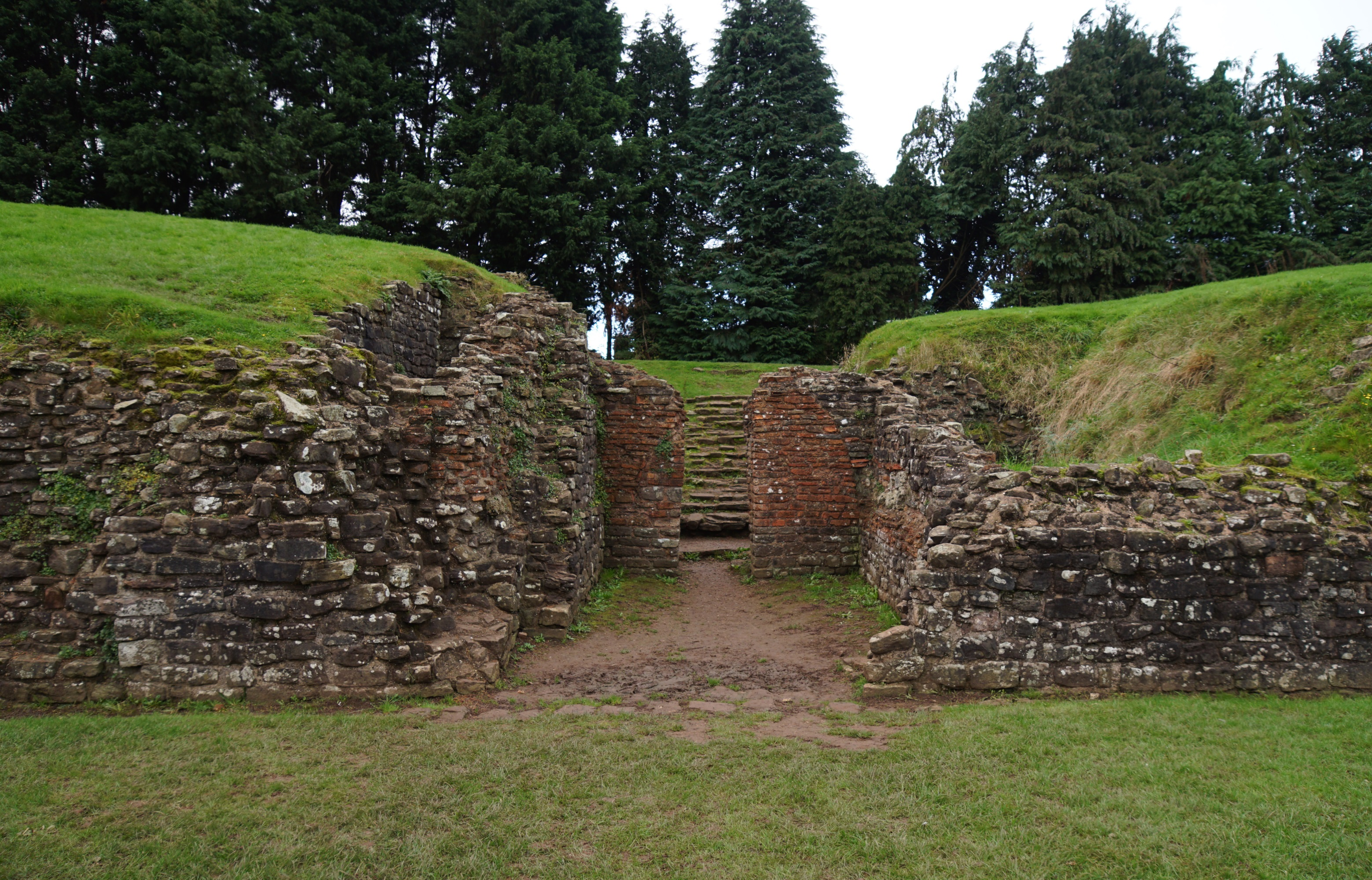
De westelijke toegang gezien vanuit de arena. De bakstenen muur is ook origineel Romeins.

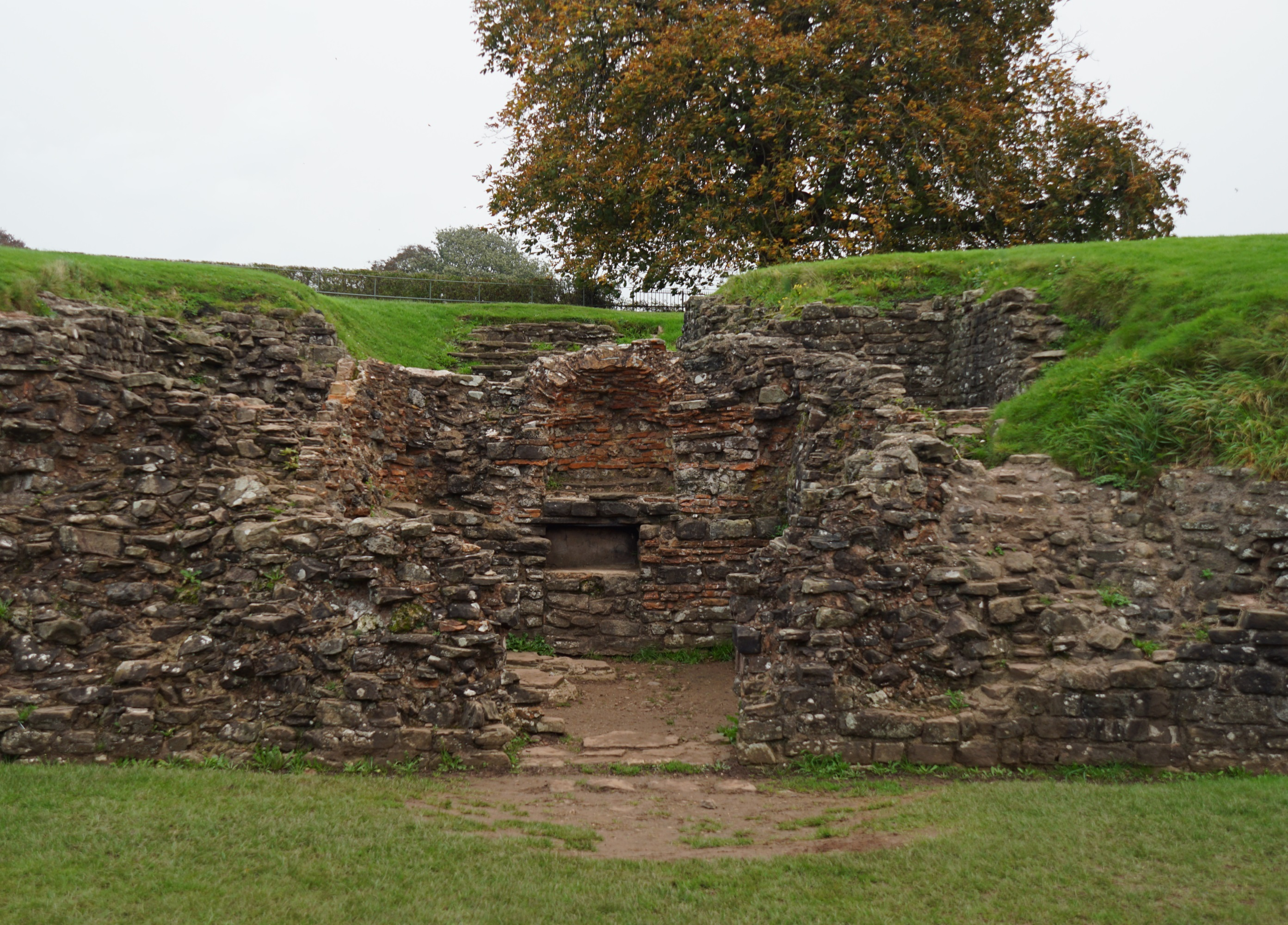
Oostelijke toegang tot het amfitheater gezien vanuit de arena. Hier was mogelijk vanaf de derde eeuw een schrijn voor de godin Nemesis.

Het amfitheater van Caerleon (Engels: Caerleon Amphitheatre)  is een Romeins amfitheater uit de 1e eeuw n.Chr., gelegen in Caerleon in de Welshe regio Monmouthshire in Groot-Brittannië.

## Geschiedenis
Het amfitheater werd opgetrokken in 80 of 90 n.Chr. In de derde eeuw werd het amfitheater aangepast, onder meer werd het voorzien van extra steunberen en werden de ingangen gewijzigd.
Het amfitheater werd opgegraven en archeologisch onderzocht door T.V. Wheeler en R.E.M. Wheeler in de periode 1927-1928. Tot in de twintigste eeuw stond dit amfitheater lokaal bekend als de Ronde Tafel van Koning Arthur. Caerleon werd hierbij gedacht Camelot te zijn.

## Locatie
Het amfitheater maakte deel uit van het Romeinse legioenfort Isca Augusta, nu Caerleon. Het amfitheater werd gebouwd aan de zuidelijke zijde van het fort, ten westen van de paradegrond. Het amfitheater werd dusdanig dicht op de verdediging van het fort gebouwd, dat de greppel die het fort omringde, deels moest worden gedicht. Aangezien de bouw van dit amfitheater de verdediging van het fort duidelijk verzwakte, moeten de Romeinen zich veilig hebben gevoeld in deze omgeving.

## Doel
Het amfitheater was primair bedoeld voor militaire ceremoniën en secundair voor vermaak. De primaire functie is terug te zien in het feit dat de toegangen tot de arena makkelijk bereikbaar zijn vanuit de zitplaatsen. De secundaire functie uit zich in het feit dat er aparte ruimtes zijn voor dieren of gladiatoren tot het moment dat deze de arena ingaan. Het amfitheater bood ruimte aan circa 6000 man.

## Bouw
De plattegrond van het amfitheater volgt een ellips. De lange as van deze ellips is min of meer noordwest-zuidoost gelegen. De zitplaatsen bevonden zich op banken van aarde afkomstig van het uitgraven van de arena. De vloer van de arena was oorspronkelijk bedekt met zand of fijn grind. De voorzijde en achterzijde van de banken waren voorzien van metselwerk en pilasters en zijn daar waar nodig verstevigd met externe steunberen.
Het amfitheater heeft twee hoofdingangen (portae pompae) in de vorm van gewelfde tunnels die gelegen zijn op de lengteas van de ellips. In de noordelijke hoofdingang is een deel van de originele betegeling bewaard gebleven, sinds de 20e eeuw beschermd middels een railing.  
Toegang tot de zitplaatsen was gerealiseerd met zes symmetrisch geplaatste toegangen, die ook toegang gaven tot de arena. De twee toegangen op de korte as van de ellips hadden meer details dan de andere vier toegangen. Deze vier toegangen bestonden uit korte, hellende tunnels die eindigden in trappen die eerst toegang gaven tot de zitplaatsen en dan tot de arena. De twee op de korte as daarentegen gaven toegang tot kleine kamers die toegang hadden tot de arena en tot trappen die leidden naar de zitplaatsen aan de zijdes van deze kamers. Deze kamers waren bedoeld voor dieren of gladiatoren die wachtten op hun beurt om de arena in te gaan. Boven deze kamers waren loges voor belangrijke toeschouwers zoals de commandant van het legioen.
Op de aarden banken bevond zich een houten superstructuur waarop zich de zitplaatsen bevonden; de superstructuur rustte op steunpalen die bevestigd waren in de aarden banken. Deze theorie wordt ondersteund door de archeologische opgravingen en afbeeldingen op de Zuil van Trajanus. Waarschijnlijk noodzaakte deze zware, houten superstructuur de versteviging van het amfitheater middels extra steunberen in de derde eeuw. In die periode werd ook het vloerniveau van de ingangspassage verhoogd; vermoedelijk om het probleem op te lossen dat water zich verzamelde aan de voet van de trappen. Om genoeg ruimte te hebben om de vloer te verhogen, werden de tunnels verwijderd. Tegelijkertijd werd de toegang vanuit de tunnel naar de kamer geblokkeerd, waardoor de kamer enkel toegankelijk bleef vanuit de arena.
De oostelijke toegang werd eveneens aangepast en werd wellicht vanaf de derde eeuw gebruikt als schrijn voor Nemesis, de godin van het lot en de goddelijke wraak. Bij opgravingen werd een loden plaquette gevonden met daarop een opdracht aan de godin en een verzoek tot een vervloeking van degene die zijn mantel en schoenen had gestolen. Deze voorwerpen werden geschonken aan de godin op voorwaarde dat de dader geen vergiffenis kreeg tenzij met zijn levensbloed.
Het amfitheater is voorzien van een riool dat loopt van onder de noordelijke toegang, onder de arena door en via de zuidelijke toegang naar de rivier de Usk.
Aan de buitenzijde van de westelijke toegang  bevinden zich de resten van een oven en een hoek van een groot badhuis dat dateert uit de eerste eeuw. Dit badhuis stond er al voordat het amfitheater werd gebouwd en werd aangepast zodat het niet deze westelijke toegang van het amfitheater blokkeerde.

## Beheer
Het Caerleon Amphitheatre wordt beheerd door Cadw, net als de nabij gelegen Caerleon Roman Fortress and Baths.